# اچ‌ام‌اس اچ۲۳
اچ‌ام‌اس اچ۲۳ (به انگلیسی: HMS H23) یک زیردریایی بود که طول آن ۱۷۱ فوت ۰ اینچ (۵۲٫۱۲ متر) بود. این زیردریایی در سال ۱۹۱۸ ساخته شد.